# Œuvres de Peyo
Pour un article plus général, voir Peyo.
Cette page recense la bibliographie de Peyo. Sont ici énumérées uniquement ses bandes dessinées, qu'il soit dessinateur ou scénariste.

## Périodiques

### Bonux Boy
- Pierrot et la Lampe (trois épisodes en 1960)

### La Dernière Heure
- Les Aventures de Johan (trois, quatre histoires de 1947 à 1949)

### Mowgli
- Pied-Tendre, le petit indien (1948)

### Risque-Tout
- Johan et Pirlouit
  - Le Dragon Vert (Quatre planches publiées dans le no 2 en 1955)
  - Enguerran le Preux (Quatre planches publiées dans le no 9 en 1956)
  - Sortilège au Château (Quatre planches publiées dans le no 22 en 1955)
  - À l'Auberge du Pendu (Quatre planches publiées dans le no 25 en 1956)

### Spirou

#### Première publication
- Johan et Pirlouit
  - Le Châtiment de Basenhau (Quarante-trois planches publiées du no 752 au no 794 en 1952-1953 sous le titre Johan)
  - Le Maître de Roucybeuf (Quarante-quatre planches publiées du no 804 au no 831 en 1953-1954)
  - Le Lutin du Bois aux Roches (Quarante-quatre planches publiées du no 845 au no 858 en 1954)
  - La Pierre de Lune (Quarante-quatre planches publiées du no 891 au no 912 en 1955)
  - Le Serment des Vikings (Quarante-quatre planches publiées du no 920 au no 941 en 1955-1956)
  - La Source des dieux (Quarante-quatre planches publiées du no 951 au no 971 en 1956)
  - Veillée de Noël (Deux planches publiées dans le no 975 en 1956)
  - La Flèche noire (Quarante-quatre planches publiées du no 977 au no 998 en 1957)
  - Les Mille Écus (Deux planches publiées dans le no 1000 en 1957)
  - Le Sire de Montrésor (Quarante-quatre planches publiées du no 1004 au no 1044 en 1957-1958)
  - Les Anges (Deux planches publiées dans le no 1027 en 1957)
  - La Flûte à six schtroumpfs (Soixante planches publiées du no 1047 au no 1086 en 1958-1959 sous le titre La Flûte à six trous)
  - La Guerre des sept fontaines (Soixante planches publiées du no 1094 au no 1140 en 1959-1960)
  - L'Anneau des Castellac (Soixante planches publiées du no 1167 au no 1201 en 1960-1961)
  - Le Pays maudit (Soixante planches publiées du no 1235 au no 1276 en 1961-1962)
  - Trois planches et demi sans titre publiées dans le no 1354 en 1964 pour le concours Q.C.Q.D.M.Q.C.Q.D.
  - Le Sortilège de Maltrochu (Soixante planches publiées en deux parties du no 1548 au no 1571 en 1967-1968 et du no 1641 au no 1661 en 1969-1970)
  - L'Étoile de Noël (Trois planches publiées dans le no 2071 en 1977)
- Les Schtroumpfs
  - Les Schtroumpfs noirs (Mini-récit de quarante-huit planches publié dans le no 1107 en 1959 coscénarisé avec Yvan Delporte)
  - Le Voleur de Schtroumpfs (Mini-récit de quarante-huit planches publié dans le no 1130 en 1959 coscénarisé avec Yvan Delporte)
  - L'Œuf et les Schtroumpfs (Mini-récit de quarante-huit planches publié dans le no 1147 en 1960 coscénarisé avec Yvan Delporte)
  - Le Faux Schtroumpf (Mini-récit de quarante-huit planches publié dans le no 1211 en 1961 coscénarisé avec Yvan Delporte)
  - La Faim des Schtroumpfs (Mini-récit de quarante-huit planches publié dans le no 1235 en 1961 coscénarisé avec Yvan Delporte)
  - Le Centième Schtroumpf (Mini-récit de quarante-huit planches publié dans le no 1244 en 1962 coscénarisé avec Yvan Delporte)
  - Le Schtroumpf volant (Vingt planches publiées dans le no 1303 en 1963)
  - Schtroumpfonie en ut (Vingt planches publiées du no 1339 au no 1351 en 1963-1964)
  - Le Schtroumpfissime (Quarante planches publiées du no 1378 au no 1414 en 1964-1965)
  - L'Œuf et les Schtroumpfs (Vingt planches publiées du no 1447 au no 1456 en 1966, il s'agit du reprise de l'histoire publiée en 1960 sous forme de mini-récit)
  - La Schtroumpfette (Quarante planches publiées du no 1459 au no 1484 en 1966)
  - La Faim des Schtroumpfs (Vingt planches publiées du no 1496 au no 1500 en 1966-1967, il s'agit du reprise de l'histoire publiée en 1961 sous forme de mini-récit)
  - Le Faux Schtroumpf (Vingt planches publiées du no 1525 au no 1530 en 1967, il s'agit du reprise de l'histoire publiée en 1961 sous forme de mini-récit)
  - Les Schtroumpfs et le Cracoucass (Quarante planches publiées du no 1579 au no 1585 en 1968 coauteur Gos)
  - Un Schtroumpf pas comme les autres (Dix-sept planches publiées du no 1604 au no 1611 en 1969)
  - Le Cosmoschtroumpf (Quarante planches publiées du no 1627 au no 1639 en 1969)
  - Le Schtroumpfeur de pluie (Vingt planches publiées du no 1652 au no 1660 en 1969-1970 coscénarisé avec Yvan Delporte et Gos)
  - L'Apprenti Schtroumpf (Trente-deux planches publiées du no 1706 au no 1719 en 1970-1971)
  - Histoires de Schtroumpf (Gag en une planche publiés du no 1722 au no 1801, puis du no 1978 au no 1985, dans le no 1992 et dans le Hors-série Album+ no 5)
  - Schtroumpf vert et Vert Schtroumpf (Trente planches publiées du no 1808 au no 1836 en 1972-1973)
  - La Soupe aux Schtroumpfs (Trente planches publiées du no 2000 au no 2021 en 1976-1977)
  - Benco et les Schtroumpfs (Quatre histoires publiées du no 2138 au no 2144, du no 2164 au no 2170, du no 2192 au no 2198 et du no 2217 au no 2223 uniquement dans l'édition française)
  - Les Schtroumpfs olympiques (Vingt-huit planches publiées du no 2199 au no 2205 en 1980)
  - Pâques schtroumpfantes (Quatre planches publiées dans le no 2245 en 1981)
  - Le Jardin des Schtroumpfs (Huit planches publiées du no 2328 au no 2329 en 1982)
  - Le Schtroumpf bricoleur (Publiées du no 2331 au no 2332 en 1982 sous le titre Bon anniverschtroumpf)
  - Une fête schtroumpfante (Publiées du no 2334 au no 2335 en 1983 sous le titre Les Schtroumpfs et le Grand lapin)
  - La Peinture schtroumpf (Huit planches publiées dans le no 2370 en 1983 sous le titre Des Schtroumpfs et des couleurs)
  - Le Bébé Schtroumpf (Publiées sous forme de mini-album dans le no 2435 en 1984)
  - Le Premier Noël de bébé Schtroumpf (Publiées sous forme de mini-album dans le no 2438 en 1985)
  - Les P'tits Schtroumpfs (Publiées du no 2595 au no 2600 en 1988)
  - Le Schtroumpf robot (Publiées du no 2607 au no 2610 en 1988)
- Benoît Brisefer
  - Les Taxis rouges (Cinquante-quatre planches publiées du no 1183 au no 1224 en 1960-1961 sous le titre Benoît Brisefer décors de Will)
  - Madame Adolphine (Soixante planches publiées du no 1292 au no 1326 en 1963 décors de Will)
  - Les Douze Travaux de Benoît Brisefer (Soixante planches publiées du no 1459 au no 1517 en 1966-1967 coscénarisé avec Yvan Delporte, dessin de François Walthéry)
  - Tonton Placide (Soixante planches publiées du no 1555 au no 1584 en 1968 coscénarisé avec Gos, codessinné avec François Walthéry)
  - Le Cirque Bodoni (Soixante planches publiées du no 1647 au no 1675 en 1969-1970 coscénarisé avec Gos, dessin de François Walthéry)
  - Lady d'Olphine (Cinquante-deux planches publiées du no 1771 au no 1795 en 1972 coscénarisé avec Yvan Delorte, dessin de François Walthéry, décors de Marc Wasterlain)
  - Benoît et Benco (Publiées du no 2084 au no 2095 en 1978 dessin d'Albert Blesteau)
  - Le Fétiche (Quarante-quatre planches publiées du no 2096 au no 2109 en 1978 dessin d'Albert Blesteau)
- Poussy (gag en une demi-planche publié régulièrement entre le no 1513 et no 2047, certains gags repris de Soir et d'autres inédit dessiné par Lucien De Gieter)
- Jacky et Célestin
  - Vous êtes trop bon ! (Quarante-quatre planches publiées du no 2112 au no 2123 en 1978 coscénarisé avec Vicq dessin de François Walthéry)
  - Le coup du Père Noël (Deux planches publiées dans le no 2121 en 1978 dessin de Will)
  - Casse–tête chinois (Quarante-quatre planches publiées du no 2139 au no 2150 en 1979 coscénarisé avec Derib et Gos dessin de François Walthéry)

#### Réédition
- Johan et Pirlouit
  - Enguerran le Preux (Quatre planches publiées dans le no 1973 en 1976 publiée auparavant dans Risque-Tout)
- Les Schtroumpfs
  - Les Schtroumpfs noirs (Mini-récit de quarante-huit planches publié dans le no 3158 en 1998 coscénarisé avec Yvan Delporte publiée auparavant en 1959)
  - Le Schtroumpfissime (Quarante planches publiées du no 3539 au no 3546 en 2006 publiée auparavant en 1964-1965)
- Pierrot et la Lampe (trois épisodes publié dans le no 1437, le no 1447 et le no 1453 en 1965-1966 reprise de Bonux Boy)

### Le Soir
- Johan (deux ou trois épisodes de 1950 à 1952)
- Poussy
  - Gags en une demi-planche de 1950 à 1952 (publication irrégulière)
  - Gags en une demi-planche hebdomadaire à partir de 1955.

### Le Soir Illustré
- Jacky et Célestin
  - Des Fleurs pour mon Lüger (scénario Peyo, dessin Will en 1961)
  - La Ceinture Noire (scénario Peyo, dessin Will en 1961)

## Albums

### Benoît Brisefer
- 1 Les Taxis rouges, Dupuis, 1962
Scénario : Peyo - Dessin : Peyo -  (ISBN 2-8001-0025-7)
- 2 Madame Adolphine, Dupuis, 1965
Scénario et dessin : Peyo - Couleurs : Will -  (ISBN 2-8001-0026-5)
- 3 Les Douze Travaux de Benoît Brisefer, Dupuis, 1968
Scénario : Yvan Delporte - Dessin : Peyo et François Walthéry
- 4 Tonton Placide, Dupuis, 1969
Scénario : Gos - Dessin : Peyo et François Walthéry
- 5 Le Cirque Bodoni, Dupuis, 1971
Scénario : Gos et Peyo - Dessin : François Walthéry -  (ISBN 2-8001-0029-X)
- 6 Lady d'Olphine, Dupuis, 1973
Scénario : Yvan Delporte et Peyo - Dessin : François Walthéry
- 7 Le Fétiche, Dupuis, 1978
Scénario : Albert Blesteau et Peyo - Dessin : Albert Blesteau -  (ISBN 2-8001-0606-9)

### Collectif
- Il était une fois... Les Belges, Le Lombard, 1980
Scénario et dessin : Collectif

### Jacky et Célestin

#### Série régulière
- 8 Vous êtes trop bon !, Dupuis, Péchés de jeunesse, 1980
Scénario : Vicq et Peyo - Dessin : François Walthéry -  (ISBN 2-8001-0683-2)
- 13 Casse-tête chinois, Dupuis, Péchés de jeunesse, 1982
Scénario : Derib, Gos et Peyo - Dessin : François Walthéry -  (ISBN 2-8001-0797-9)
- 16 Le Chinois est rancunier, Dupuis, Péchés de jeunesse, 1983
Scénario : Gos et Peyo - Dessin : François Walthéry -  (ISBN 2-8001-0980-7)
- 22 Sur la piste du Scorpion, Dupuis, Péchés de jeunesse, 1985
Scénario : Peyo - Dessin : François Walthéry -  (ISBN 2-8001-1166-6)

#### Intégrale
- INT Jacky et Célestin, Noir Dessin Production, Les classiques de la B.D. Belge, 2008
Scénario : Peyo - Dessin : François Walthéry -  (ISBN 2-87351-170-2)

### Johan et Pirlouit
- 1 Le Châtiment de Basenhau, Dupuis, 1954
Scénario et dessin : Peyo
- 2 Le Maître de Roucybeuf, Dupuis, 1954
Scénario et dessin : Peyo
- 3 Le Lutin du bois aux roches, Dupuis, 1955
Scénario et dessin : Peyo
- 4 La Pierre de lune, Dupuis, 1956
Scénario et dessin : Peyo
- 5 Le Serment des Vikings, Dupuis, 1957
Scénario et dessin : Peyo
- 6 La Source des dieux, Dupuis, 1958
Scénario et dessin : Peyo
- 7 La Flèche noire, Dupuis, 1959
Scénario et dessin : Peyo
- 8 Le Sire de Montrésor, Dupuis, 1960
Scénario et dessin : Peyo -  (ISBN 2-8001-0102-4)